# Liste der Monuments historiques in Wangen
Die Liste der Monuments historiques in Wangen führt die Monuments historiques in der französischen Gemeinde Wangen auf.

## Liste der Bauwerke
| Bezeichnung               | Beschreibung                                                                                                 | Standort                                | Kennzeichnung | Schutzstatus | Datum     | Bild           |
| ------------------------- | --- | --------------------------------------- | ------------- | ------------ | --------- | -------------- |
| Gerberhaus                | Massivbau; Vorderhaus bezeichnet 1768/69, Hinterhaus bezeichnet 1527 und 1607                                | 66 rue du Général Georges Strohl (Lage) | PA00085211    | Inscrit      | 1988      | weitere Bilder |
| Befestigungsanlagen       | Stadtmauer, 13. und 15. Jahrhundert; Niedertor, 14. und 15. Jahrhundert; Sondertor, 16. oder 17. Jahrhundert | (Lage)                                  | PA00085210    | Inscrit      | 1931 1992 | weitere Bilder |
| Burg Wangen               | archäologischer Fundplatz am Ort der abgegangenen Stauferburg                                                | Rue du Château (Lage)                   | PA00125229    | Inscrit      | 1993      | weitere Bilder |
| Simultankirche St-Etienne | an der Kirche von 1831: Tympanon von 1214, Bauinschrift von 1581                                             | Rue de l’Église (Lage)                  | PA67000035    | Inscrit      | 1999      | weitere Bilder |

## Liste der Objekte
| Bezeichnung                | Beschreibung                           | Standort                                | Kennzeichnung | Schutzstatus | Datum     | Bild           |
| -------------------------- | -------------------------------------- | --------------------------------------- | ------------- | ------------ | --------- | -------------- |
| Orgel                      | Ensemble aus PM67001101 und PM67001102 | in der Simultankirche St-Etienne (Lage) | PM67001100    | Classé       | 2001 1997 | weitere Bilder |
| Orgelprospekt              | 1880 von Charles Wetzel gebaut         | in der Simultankirche St-Etienne (Lage) | PM67001101    | Classé       | 2001      | weitere Bilder |
| Instrumentalteil der Orgel | 1880 von Charles Wetzel gebaut         | in der Simultankirche St-Etienne (Lage) | PM67001102    | Classé       | 1997      | weitere Bilder |